# Желание
Жела́ние (устаревшее, разговорное, поэтическое — жела́нье), или вожделе́ние — средняя степень воли между простым хотением с одной стороны, и обдуманным решением или выбором — с другой.

## Описание
Желание (конкретизированная потребность) — потребность, принявшая конкретную форму в соответствии c:
- культурным уровнем и личностью индивида;
- историческими, географическими и другими факторами страны или региона[1].

По мнению Л. В. Мурейко, желания возникают спонтанно в условиях проблемы (недостатка, стремления к преодолению как неопределённости, так и ограниченности, завершённости существования).
Как пишет М. Н. Эпштейн: «Желание часто представляется прямодушным, открытым, ищущим скорейшего утоления. „Желаю того-то и того-то, а значит, так тому и быть“. На самом деле, как слово с лазейкой, желание имеет свою оговорку. Тайна желания в том, что оно хочет и не хочет своего утоления, оно хочет утоления с оттяжкой, чтобы сохранять себя в качестве желания. Желание всё время ходит по краю наслаждения, пытаясь достичь этого края и в то же время не перелиться через него, не истощить себя преждевременно».
В познавательной сфере желанию соответствует представление, как хотению — ощущение, а выбору — отвлечённая мысль. Само по себе желание является страдательным состоянием души (связывающее область воли с областью душевных чувств или волнений); но психический субъект (нормальный) может относиться к этим своим состояниям деятельно, усиливая или ослабляя их напряжённость.